# Goniodoris joubini
Goniodoris joubini is een slakkensoort uit de familie van de plooislakken. De wetenschappelijke naam van de soort is voor het eerst geldig gepubliceerd in 1928 door Risbec.